# Булкиза (окръг)
Булкиза (на албански: Rethi i Bulqizës) е окръг в Албания, част от област Дебър, съществувал до 2000 г. с площ от 718 км 2 и население 43 000 души (2004).